# Vlagtwedde (Westerwolde)
Pour les articles homonymes, voir Vlagtwedde.
Vlagtwedde est un village qui fait partie de la commune de Westerwolde, situé dans la province néerlandaise de Groningue. Le 1er janvier 2006, le village comptait 1 950 habitants.